# Kina (dokumentarfilm)
 For alternative betydninger, se Kina (flertydig). (Se også artikler, som begynder med Kina)
Kina er en dansk dokumentarfilm fra 1967 instrueret af Jens Bjerre.

## Handling
Denne artikel mangler et handlingsreferat. Hjælp os med at skrive det.